# 横浜OL殺害事件
横浜OL殺害事件（よこはまオーエルさつがいじけん）は、2000年（平成12年）10月16日に日本の神奈川県横浜市瀬谷区で発生した殺人事件。瀬谷区二ツ橋町の路上で、帰宅途中の女性会社員A（当時22歳）が中学時代の同級生であった男Hに車で轢かれ、包丁で首を刺されて殺害された。HはAに一方的に思いを募らせており、乱暴目的でAを待ち伏せて犯行におよんでいた。
Hは事件から3年後の2003年（平成15年）9月に神奈川県警へ出頭して犯行を自供し、同年11月に殺人などの容疑で逮捕・起訴されたが、刑事裁判の公判では犯行を否認し、Aの遺族である両親に対し「お前らが迎えに行かなかったから娘は死んだんだよ」と暴言も吐いた。Aの母親は事件後にPTSDに苦しみ、2006年（平成18年）8月に踏切事故で死亡している。刑事裁判では2007年（平成19年）に被告人Hを無期懲役とした有罪判決が確定し、またAの遺族がHに対して起こした民事訴訟でもHに慰謝料など約5510万円の賠償金支払いを命じた判決が言い渡されているが、Hおよびその家族は犯行を否定し、これらの判決が確定してからも賠償金を支払っていない。
横浜市瀬谷区の女性殺害事件、瀬谷の女性殺害事件などとも呼称される。

## 犯人H
犯人の男Hは1978年（昭和53年）2月3日、横浜市で出生した（現在47歳）。Hは両親や姉2人との5人家族で暮らしており、市立東野中学校および市内の高等学校に在学していたが、中学1年生だった1990年（平成2年）4月に被害者Aと同じクラスになり、また高校時代に通っていた書道教室でもAを見かけており、彼女に密かに好意を抱いていた。Hは当時の心境について、Aの熱心な姿と真面目そうな感じに好意を持つようになり、その存在が気になっていたが、思いを打ち明けることはできず、高校卒業後はAの姿を見かけなくなり、気持ちも少し離れていったと述べている。後者の書道教室にはHとAだけでなく、Hの姉やAの2歳年下の妹Dもそれぞれ同時期に通っていた。事件当時、H宅はA宅から約50 mの場所にあった。
Hは出頭前の2003年7月に面接したカウンセラーから、「機能不全家庭で育って大人になったアダルトチルドレンであり、障害を有する〔次姉〕と強い共依存関係にあるため、幼少期に自己の欲求を適切にかなえてもらえなかった〔母親〕に対して、愛されたい、信じてほしいという強い願望を有しており、〔母親〕に対する関係では事の重大性を判断することができない。」と評されている。一方で2003年2月にHを診察した医師（後述）は第一審の公判で、Hを1時間弱診察した際には人格的偏りを疑ったが、アダルトチルドレンであるという判断はしなかった。良く喋り、内容のまとまりも良好で、正直に話している傾向にあり、虚言癖があるとか母親の愛情に飢えているといった印象は受けなかった。家族からも同年2月と10月の2回にわたり相談を受けたが、機能不全家族であるという感じはしなかった。」と述べている。
Hは1996年（平成8年）に市内の高校を卒業し、市内の栄養専門学校に入学、在学中の1997年（平成9年）2月に普通運転免許を取得した。1998年（平成10年）3月に栄養専門学校を卒業して以降、Hは海老名市や横浜市などで調理補助などの仕事をしており、病院の食堂や鉄道会社の社員食堂、水産会社などで勤務していた。新井省吾 (2007) はHについて、もともと惰弱で陰気な性分の男だったようであり、人間関係に悩む度に職を転々としていたと述べている。Hは事件当時、仕事が上達せず、また職場での人間関係もうまくいかなかったため、気持ちがイライラしていたと述べている。一方で事件当時は女性との交際経験・性体験ともに有していなかったが、20歳のころから女性の体に対して性的好奇心を抱くようになり、2000年7月ごろから購入した雑誌に掲載されていた女性の裸体写真を見たことがきっかけで強い性的興奮を覚えるなどし、女性と性交してみたいという気持ちを募らせていた。

## 被害者A
被害者である女性A（22歳没）は1977年（昭和52年）11月7日、父親Bと母親Cの間に長女として生まれ、事件の約10年前から両親や妹Dとともに瀬谷区で暮らしていた。Aは横浜市港北区の私立高校、神奈川県相模原市の短期大学を経て、1998年（平成10年）3月に同校を卒業し、同年7月から事件当時までは横浜市南区の衣料関係の会社に勤務していた。

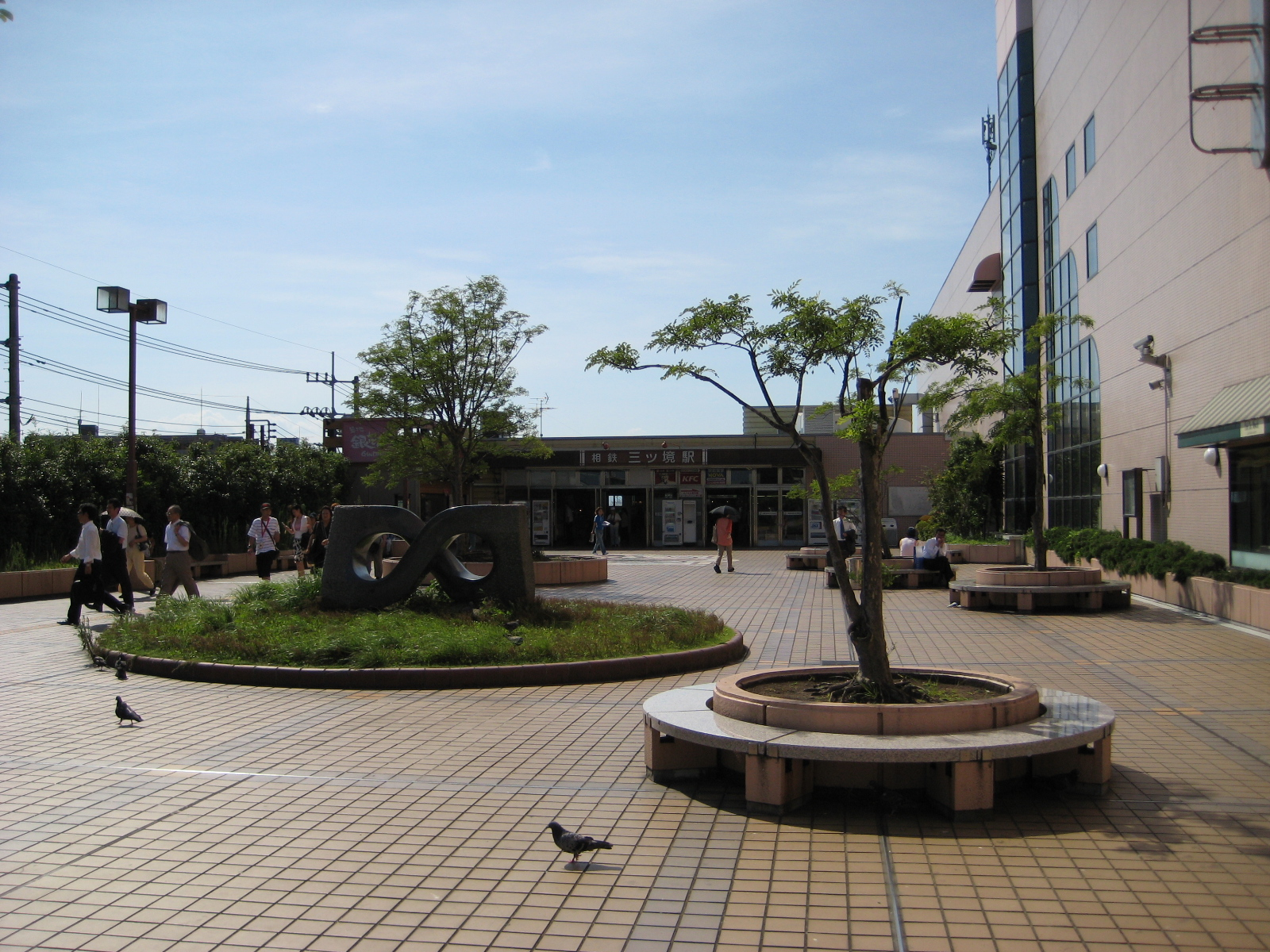
生前のAが通勤で利用していた三ツ境駅

Aは通勤時、自宅から徒歩か自転車で相鉄本線の三ツ境駅まで向かっていたが、事件当日はスカートを穿いていたため、徒歩で通勤していた。このスカートは焦げ茶色のロングスカートで、事件当日に初めて穿いたものだという。また帰宅時の経路は京急本線を利用し、横浜駅で相鉄線に乗り換えて三ツ境駅に至るというものだった。Aは帰宅時間が21時より遅くなる場合、家族に電話をかける習慣があったが、事件当日は家族への連絡はなかったという。
母親Cは生前のAについて、海外旅行やスクーバダイビング、スキーなど金のかかる趣味を持ちながら、家に入れる生活費を一度も滞らせることはなく、自身や夫B、次女Dへのプレゼントとして衣類や化粧品なども買ってくれていたと述べている。また中学1年生と3年生の時にAの担任だった教諭は、Aは何でも自分でやってやろうという性格で、男子・女子を問わず同級生から親しまれていたと述べている。職場では電話で注文受付を担当しており、仕事ぶりは非常に真面目で、先輩社員からの信頼も厚かったという。
またAはASKA（CHAGE＆ASKA）のファンでもあり、事件10日後の10月26日には母Bや妹D、妹の友人とともに4人でASKAのソロコンサートに行く予定だったという。Aの遺族は事件後の2013年時点でも、A名義でCHAGE and ASKAのファンクラブに入会している。

## 事件経緯

### 犯行計画
2000年8月、Hは大人になったAが自転車に乗って自宅前の道路を通過する姿を偶然見かけたことがきっかけで、次第にAに対し性的な関心を持つようになり、Aとの出会いを期待して彼女の家の前の道路を通るなどしていた。
同年10月8日20時過ぎごろ、Hは仕事帰りに三ツ境駅付近で徒歩で自宅に向かうAを見つけ、帰宅時間を把握した。Hは翌9日夜ごろから自室でAのことを考えるなどしていたが、彼女と親しく交際して性的関係を持つことは無理だと思うとともに、彼女と性交することの方に強い興味があったことから、帰宅途中の彼女を襲って強姦しようと考えるようになった。そして、以下のように帰宅途中のAを車で轢いて畑の資材置場に連れ込み、包丁で首を刺して殺害した上で強姦しようという犯行計画を立てた。
犯行場所
Aが帰宅途中に横切る畑地内にあったトタン板に囲まれている農作業用資器材置場なら、道路から見えず人目にもつきにくく、Aを人気のない遠方まで拉致する必要もないと考えたため、そこにAを連れ込もうと考えた。現場となった畑（座標）は住宅街の空き地を利用した共同菜園であり、近隣住民が花や野菜を栽培していた。横浜市立二つ橋養護学校（座標）と神奈川県立三ツ境養護学校（座標）に隣接しており、川崎市から横浜市旭区を経由して大和市へ向かう県道から約100 m入った住宅地の中に位置していた畑であり、三ツ境駅からは約900 m、A宅までは直線距離で約150 m離れた地点だった。なお三ツ境駅からA宅までの距離は約1.2 kmで、事件現場からの徒歩での所要時間は、三ツ境駅まで約20分、A宅までは2、3分である。また周囲には横浜市小児アレルギーセンター（座標）、市立二つ橋小学校（座標）などがあったが、当時は民家には面しておらず、三ツ境駅からA宅の間の通勤経路の中では最も人気がない場所であった。資材置場は広さ約30.72 m2で、東西と南方を畑地に囲まれており、北側は東西に走る道路（幅員6.8 m）に面し、その道路を挟んで県立養護学校があった。また東側の畑地は、道路（幅員8.8 m）を挟んで市立養護学校に面していた。
現場付近は街灯が少なく、夜間は周辺住民も敬遠しがちだったといい、事件2年前には若い女性が後ろを付けてきた男にカッターナイフを突きつけられて林に連れ込まれる事件が発生するなど、不審者の情報が相次いでいたという。Aの父親である男性Bは、Aが生前に「あそこ（事件現場）は暗いから怖い」と言っていたと述べている。一方で22時前ならば極端に人通りが少ないわけではないという声も多く寄せられていた。また二ツ橋町や東野台など、市立二ツ橋小学校の学区は1997年（平成9年）8月以降、神戸連続児童殺傷事件を機に横浜市内では初めて、そして神奈川県内でも湯河原町に次いで2番目に「こども110番の家」制度を導入するなど、地域ぐるみで防犯対策を行っていた地区であり、Aが殺害される直前に通りかかった場所のすぐ近くに建っていた民家も「こども110番の家」の看板を掲げていた。
犯行手段
前述した資材置場付近に駐車して帰宅途中のAを待ち伏せた上で、自身の運転する車の前部を軽く衝突させて転倒させ、資材置場に連れ込んで殺害した上で強姦しようと決意した。強姦する前からAを殺害することを決めたのは、Aに騒がれたり声を上げられたりすることを恐れたためであり、また死んだ直後ならば身体が温かいので生きているのと同じ状態だと思ったためである。また検察官の冒頭陳述では、Aと面識があったため、生かしておけば必ず捕まると思ったこともあらかじめ殺害まで計画していた理由として挙げられている。悲鳴を出させずに確実に殺害するため、包丁でAの首を刺して殺害することにし、同時に返り血を浴びないよう、包丁を突き刺した直後には抜かないことにした。
凶器・車
凶器は洋包丁（刃渡15 cm）である。この洋包丁はHが、姉2人のうち長姉から「仕事で使いたい」と言って包丁ケースごと借りていた包丁7本のうちの1本で、最大刃幅は約4 cm（みねまち部）、峰部の厚さ最大約2.9 mm（切っ先部から約9.8 cmの部分）で、柄は黒く、刃との間には切っ先方向に「93」と刻印されていた。包丁セットの中にはこの洋包丁以外にも、ペティナイフ、出刃包丁、洋出刃包丁、菜切包丁、柳刃包丁、中華包丁があったが、Hがこの洋包丁を凶器として選んだ理由は、柳刃包丁と違って斬れ味が良く、刃の部分がズボンのポケットに収まるなどと思ったためであると認定されている。
車は自宅近くの駐車場に駐車してあった父親名義のトヨタ・RAV4（以下「犯行車両」）を使用した。犯行車両は深緑色（下部は銀色）で、H宅近くの駐車場に駐車されており、鍵が玄関に置かれていたため、家族であれば誰でも使用することが可能だった。駐車場はHの自宅から徒歩5分程度の場所にあった。
その後、Hは犯行車両に乗り、同月10日・13日・15日の3回にわたって資材置場付近でAが通るのを待ち伏せた。同月13日に待ち伏せた際には、自転車で犯行車両の横を通過するAの姿を見たが、この時は不意を突かれて犯行車両の発進が遅れたため、資材置場近くでAに追いつくことはできないと思い、追尾を断念した。Hは捜査段階で、Aを偶然目撃して待ち伏せた状況について詳細に供述しているが、それらの内容は実況見分で認められた視認状況や、Aが使用していた衣服・カバン・自転車などに照らして矛盾はないと認められており、またHは10月8日にAが「白か灰色などの薄い色の四角い紙袋のような物」を持っていたと述べていたが、実際にAは同日20時過ぎごろ、帰宅前に購入したロングブーツなどの入った白い紙袋を持って帰宅したことが確認されている。

### 犯行直前の動向
事件当日の16日、Aは19時38分ごろに職場での仕事を終え、同僚とともに退社した。Aは20時34分ごろに三ツ境駅の改札を通過し、徒歩で自宅へ向かっていた。
一方でHは同日、勤務先の会社を退社した後で父親に車で三ツ境駅まで迎えに来てもらい、19時50分ごろに帰宅、1階の居間で食事を済ませて2階自室に上がった。第一審の公判では、Hは18時30分ごろに仕事を終え、父親に犯行車両とは別の車で三ツ境駅まで迎えに来てもらって買い物をした後、19時45分ごろに帰宅したと述べている。当時のHの服装は、いずれもゆったりした紺色のフード付きパーカーと水色系のズボンだったが、外出して車を運転した後、22時少し前ごろに帰宅してきた際には緑色のTシャツと黒い色落ちしたジーパンを着ていたという。H本人は第一審の公判では、帰宅時に来ていたフード付きのパーカー、青いズボン、白いシャツは魚臭かったので、帰宅後に自室にあった緑のTシャツと黒っぽいストーンウォッシュのジーパンに着替えたが、この時に脱いだ服はその後着た覚えはなく、古かったので母親が雑巾にでもしたのかもしれないが、どうなったのかはっきりわからない（後述）と述べている。また捜査段階では、犯行時は父親の黒い靴を履いていたことや、犯行当日はリュックサックに洋包丁と柳刃包丁を入れて外出し、犯行前に買い物をしたことなどを述べている。前者の供述については、否認に転じた公判でも維持しており、父親の靴は運転しやすかったために借りたと述べている。
Hの長姉は第一審の公判で、当日20時10分ごろに銭湯から帰宅してから居間で夕食を食べたりテレビを見たりしていたが、弟が外出したことには全く気づかず、妹（Hの次姉）から、Hは自分が銭湯から帰って来る前に一度出かけてからすぐに戻り、自身が居間で友人と携帯電話で話をしていた20時45分ごろに再び外出したという旨を聞かされたと述べている。またHの母親は公判で、自宅は居間から台所を通じて玄関を見渡せる構造であるが、玄関から2階に上がる際には居間を通らないので、居間でテレビに夢中になっていれば家族に気付かれることなく玄関を出入りしたり、階段を上り下りしたりすることは可能である旨を供述している。Hの父親は第一審の公判で、犯行当日の夜に息子が帰宅してきた際、玄関で妻（Hの母親）と息子の話し声を聞いて息子が帰宅したのには気づいたが、前述のように息子が一度自分に迎えに来てもらって帰宅した後、再び外出したことには全く気づかなかった旨を供述している。

### Hの犯行
Hは前日までと同様に20時20分ごろ、凶器の包丁を持って犯行車両を運転し、資材置場付近の路上に犯行車両を停車させてAが通り過ぎるのを待ち伏せた。20時50分ごろ、Aが現場付近を通りかかったため、Hは犯行車両でAを追尾し、後方から左腸骨部に車の前部を時速約20 km/hで衝突させてボンネット上に跳ね上げ、Aを路上に転倒させた。Hは衝突時の状況について、時速約20 - 30 km/hで道路左端に避けようとして左に向いたAに衝突したと供述している。Aの遺体の左腸骨部中央には、左大腿外側面の上端部（寛骨部）に2.5 cm×2.5 cmの高度な圧迫的表皮離脱が認められ、またその周囲には9 cm×8 cmの高度な皮内、皮下出血が楕円状に広がっていた。またAはこの時に車両ボンネットに頭を打ち付け、意識を失ったと考えられ、実際に司法解剖ではAの遺体の頭頂左側後部には類円形の表皮剥脱が確認され、また頭皮下出血や外傷性クモ膜下出血を起こしていたことも確認されている。この外傷性クモ膜下出血は即死に至るものではなかったが、そのまま放置すれば生命に危険がおよぶ可能性も否定できないものだったと考えられる。Hは当時の状況について、Aに犯行車両を衝突させた際の衝撃は思ったより強く、ドーンという感じでハンドルを握っていた両手に伝わり、Aの上体がボンネットに乗り上げ、仰向けの状態になるような格好で後頭部をボンネットにぶつけた結果、ボンネットには縦長に50 cm×30 cm程度、深さ3 cm程度の大きさの凹みができていたと述べている。近隣住民の1人は『朝日新聞』の取材に対し、当日20時ごろから21時ごろまでの間に、事件現場付近にあったトタン板に何かがぶつかる音が聞こえたため、自宅の窓を開けて外を見たが、暗くて何も見えなかったと証言している。
その後、HはAの着衣を掴んで資材置場まで引きずり込んだ上で、凶器の包丁でAの右側頸後部を1回突き刺して殺害した。Hは取り調べの際、包丁で首を刺した際の感触について生々しく語っている。Aの死因は首を刺されたことによる上位頸髄損傷で、即死と考えられる。また刺し傷の状況から、片刃の鋭利な刃物が右側頸部から左側頸部まで突き抜けたと考えられ、頸髄は後方から約4分の3が切られていた。かくしてAの反抗を抑圧したHは、Aのパンティを引き下げるなどした上、陰部に手指を挿入するなどして弄んだ末に強姦しようとしたが、付近の路上から自転車の走行音が聞こえたため、強姦を断念して逃走した。HはAの首を突き刺した際の状況について、警察へ出頭した直後から一貫して「Aを本件資材置場に引きずり込んだ後、左肩を下にして横に倒れているAの北側で中腰になって右手で順手で持った本件包丁で同女の右耳の下を体重をかけて一気に根元まで真下に突き刺し、しばらく放心状態となった後、本件包丁を刺したまま、うつ伏せの状態の同女の両脇をつかんでさらに奥に引き入れた。自転車の気配に気付き、逃げようと思い、Aの北側横に行って中腰になって右手で本件包丁を地面と平行に引いて抜こうとしたが、包丁の角が引っかかって抜けなかったので、両手で包丁の柄を握って地面と平行に引っ張って抜いた。本件包丁を抜いたとき、両手に返り血が付いた。その後、ズボンにも返り血が付いているのに気付いた」などと供述している。

#### 犯行後
また、Hは犯行後の行動については自白供述の段階で以下のように述べている。引き抜いた包丁を道路に出るときにズボンの右前ポケットに入れたが、後ろを振り向いたところ先程の自転車とは別の人物が近づいてきたため、顔を見られることを恐れて振り向かずに道路左端に停車してあった犯行車両まで戻り、運転席の前で両手の返り血を上着の裾あたりで拭いた。そして運転席ドアを開けて車に乗ろうとしたが、跳ねた際にライトやバンパーに傷が付いていないか心配になり、スモールランプをつけたまま前部バンパーの右側に出て確認したが、ライトもバンパーも壊れていないようだったため、車に乗って自宅近くの駐車場まで戻り、血の付いた凶器の包丁や血痕の残っていた手を自宅の庭の水道で洗い流したほか、誰にもわからないように自宅2階の自室に戻ってTシャツとズボンに着替え、包丁を机の引き出しに入れて寝たが、なかなか眠れなかった。翌日、血の付いた上着とズボンを（三ツ境駅とは別の）駅のホームのゴミ箱に捨てた一方、犯行時履いていた父の黒い靴には靴底から約2 cm泥が付いて乾いていたが、洗わずにそのまま玄関においておいたところ、約1週間後に父から捨てたと聞いた、と述べている。実際、Hが同日に職場から帰宅してから夜に外出するまでの間に着ていた服（紺色系のフード付きパーカー、水色系のズボン）の存在を事件後に確認したHの家族はおらず、横浜地裁 (2005) はその事実を、これらの服を犯行翌日に捨てたとするHの自供内容と符合するものであると指摘している。
なお、事件発生直後とみられる同日21時前ごろに現場を通行した人物は、現場付近の道路左脇にテールランプをつけたライトクロカンのような車（色は黒・青・緑などと思われる）が西向きに停車しており、車の後方1、２m程度まで近づいたところ、運転席側ドアから人が降りてきて、前かがみにしゃがんでバンパーを覗き込むような感じでボンネット側に回っていったと証言しているが、車種までは特定できなかったものの、車の脇1 m以内を通った際に横目でちらっと見たところ、ボンネットの右端の部分が大きく湾曲して盛り上がっているように感じたため、ボンネットの平らなRAV4ではないと思ったと述べている。横浜地裁 (2005) は当時、証人も認めているように現場がかなり暗く、車の形についても「はっきり覚えていない」と述べている点や、車の横を通った際も首を横に捻って車を見たわけではなく、むしろ横を向かないようにして歩いていたという点から、当時の視認状況は良好とは言えず、目撃した車両はRAV4ではないと思うという証人の供述の信用性は低く、その点ではHの自白供述の信用性を左右するに足るものではないと認められるが、むしろテールライプをつけたクロカンタイプの車であることや車の色、ボンネット側に回っていった人物の動きなどはHの自白供述に沿うものであると指摘している。

##### 公判におけるHの供述
一方、Hは公判で事件前後の自身の行動について以下のような旨を供述している。
横浜地裁 (2005) はこれらの供述について、aqにおけるポカリスエットの販売記録など整合する証拠も存在すると指摘したが、以下の理由から、Hの供述は全体的に信用できないものであると評した。
- Hが取調べ状況について不自然・不合理な弁解をして不誠実な供述態度を示していること
- その供述内容はHの無実を信じており、あえて意図的にHに不利な虚偽の供述をするはずがない母親や長姉の「Hが事件前、長姉の包丁ケースを2階に持っていっていた」という旨の公判での供述、および母親の「息子から『うちでテレビを見ていたことにしてくれ』と言われた」という旨の供述と矛盾していること
- 事件後、Hが事件当夜の行動について家族で話し合うなどして思い出そうとしたことなどから、約4年前の自らの行動について詳細に記憶している事自体は不自然とまではいえないが、普段は仕事から帰ってから着替えることのなかったHが、帰宅して自室に戻った後、そのころ滅多に着たことがなかった服装に着替えた上、それまでは1回も夜間1人で外出したことがなく、1人で車を運転することもあまりなかったのに、ジュースなどを買うなどするため一旦は外出しようと玄関先まで行った上、翻意して自室に戻って寝た後、目を覚まして再び階下に下り、家族に声をかけることなく家を出て買物をした後、わざわざ遠回りをして帰宅した……という供述内容が不自然であること

## 捜査

### 事件発覚
22時12分ごろ、近隣住民である女性が畑の中に住み着いていた子猫に餌を与えるため、資材置場南側にある畑に行こうとしたところ、資材置き場北側部分で頭部を西方に向けて倒れているAの遺体を発見し、携帯電話で110番通報した。なお、その直前の21時30分ごろには通行人の男性が現場付近の路上に落ちているAのショルダーバッグを発見して瀬谷警察署に届け出ている。
発見時、Aの所持品が奪われた形跡はなく、ショルダーバッグ内の財布には現金も残されていた。またセーターとキャミソールが胸の上まで捲り上げられ、ガードルやパンティも膝下まで下ろされていたが、強姦の形跡は確認されなかった。また前述の刺し傷の形状から、揉み合った際に偶然刃物が突き刺さったという形ではなく、犯人が明確な殺意を持ってAを刺殺したと見られ、出血が多量におよんでいた一方で血痕はAが倒れていた地点に集中しており、遺体発見現場から約1 m先の道路上にも血痕はなかったことから、Aは遺体発見現場の畑地内で殺害されたものと断定された。

### 難航した捜査
事件の発覚を受け、神奈川県警察捜査一課と所轄の瀬谷署は殺人事件と断定し、瀬谷署内に特別捜査本部を設置、顔見知りによる犯行と通り魔的犯行の双方の線から、90人体制で現場周辺の聞き込み、変質者の洗い出しなどといった捜査を行い、犯人像を絞り込もうとした。Aの交友関係などについて調べた結果、事件につながるトラブルは見られず、その人柄などから怨恨などの可能性は少ないと見られたため、特捜本部は通り魔的犯行と見て捜査し、過去に性犯罪などで摘発したことがある約60人をリストアップしたり、2000年に瀬谷区内で発生した約25件のわいせつ事件との関連を調べたりした。
特捜本部は事件から1年後の2001年（平成13年）10月までに、周辺住民など6389世帯（10043人）に聞き込みを行い、「近くで不審者を見た」「娘が変な男に追いかけられた」などの情報41件を得た。また事件から3か月後の2001年1月までに、事件当夜に現場を通った人物112人を特定したが、屋外の事件であることから物的証拠が少なく、有力な手掛かりがなかったことや、市民から提供された情報はいずれも犯人像に結びつくものではなかったことから、捜査は難航していた。
神奈川県警捜査一課の元警部補であり、事件の捜査に携わった佐藤則政は事件後、「おかしな動きをする車がある」との情報提供を得て、その車の持ち主が現場付近に住んでおり、女性に暴力を振るった過去を有する元公務員の男性であることを突き止め、その男性に事情聴取を行ったが、彼は事件とは無関係であることが判明したという。事件発生から3年が経過した2003年（平成15年）10月までに特捜本部は約1万9000人の捜査員を投入、約2万人への聞き込みを実施して約90件の情報を得ていたが、いずれも事件解決に直結する情報ではなかった。Aの両親（後述）は捜査の進展がないことに焦りを感じ、自分たちで懸賞金を出すことも考えていたという。

#### 検死状況
初動捜査時に作成された「犯行態様（推定）」「推定される犯人像」と題した書面では、車両の衝突については一切記載されていなかった。
Aの遺体の司法解剖および鑑定は、東海大学医学部法医学教室の2医師（助教授および教授）が行ったが、解剖医は2000年時点では遺体の頭や腰などに残っていた傷について「平面的で表面が凹凸を有する物」、すなわちコンクリートやアスファルトによる傷であろうという見解を述べていた。この医師は「解剖時は損傷を個別的にしか考えておらず、頸部に刺創があり、また強姦が疑われていたこともあり、交通事故の可能性について十分に検討することなく途中で排除してしまった。」と述べている。またHが警察に出頭する前の新聞・週刊誌の報道では、車両の関与については一切言及されていなかった。
一方で司法解剖の結果、創傷の深さは11.3 cmであり、片刃の刃器（刃の幅は推定4.4 cm）による創傷と断定されている。東海大学の2医師は創傷の形状から、凶器の刃物はHが自供した洋包丁とは矛盾しない一方、包丁セットの他の包丁では矛盾する、もしくはこのような創傷を形成することは困難であろうという所見を述べている。一方で埼玉医科大学法医学教室教授の医師は、意見書および刑事裁判の控訴審公判における供述で、Aの頭部の傷は犯行車両のボンネットにぶつかってできたものとは極めて考えにくく、また創傷が洋包丁によるものであることには強い疑問が残るという意見を述べているが、横浜地裁 (2010) はそれらの供述はAの創傷の状態から見て、凶器は峰の比較的薄い方刃の刃物（細身の牛刀、安物の柳刃包丁など）が考えやすいとしたものであって、Hの自供した洋包丁が凶器である可能性を否定するものではなく、また詳細は創洞全体のシルエットを見なければわからないというものであり、東海大学の2医師の意見と両立しないものではないと指摘している。
2003年4月21日には、この事件を取り上げたテレビ番組『奇跡の扉 TVのチカラ』がテレビ朝日系列で放送された。その放映内容は、事件の概要や犯人が未判明であることなどを紹介して犯人像を考察するというものであり、Aは鋭利な刃物で頸部を突き刺されて死亡したことが判明しているが、頭部の損傷状況に照らすと、頭部を強打された可能性もあること、また犯人は犯行現場まで車で来たか、あるいは車の中で犯行におよんだとも考えられることなどを指摘していた。しかし「車両で衝突した」という具体的な内容の言及はなく、Aが車に轢かれた可能性を示唆する内容ではなかった。また番組の中では「超能力者による透視」によって作成されたとする犯人の似顔絵も放送されたが、この似顔絵は、後に逮捕されたHの顔と一部似ている点があったとされる。

### 出頭までの経緯
事件翌日の18日、Hの父親は犯行車両の助手席側ボンネットに碗形の凹みがあることに気づいたため、息子であるHに対し、この凹みについて尋ねた。Hは当初「木の枝が落ちてきた」などと言っていたが、父親から「木の枝でへこみができるのはおかしい」と言われると「駐車場に置いてあるときに誰かにやられたんじゃないか」などと言っていた。その後、Hの父親についてはその凹みの原因がわからないまま、ボンネットの裏側から木を当てて金槌で叩くことで凹みを目立たないようにした。同年10月25日ごろ、犯行車両が2年定期点検を受けた際には前照灯の光軸にずれが認められ、灯火装置の調整が行われていた。その後、犯行車両は売却されたが、2001年8月ごろにHの父親から犯行車両を下取りした自動車販売会社の担当者は、ボンネットに凹みがあることを確認した上で、その旨を査定書に記載している。横浜地裁 (2010) は、このように犯行車両のボンネットに凹みがあったことは動かしようのない事実である一方、その凹みの原因はHが自白供述で説明した以外、何ら合理的な理由が見つからないと評している。
またHは事件後、事件当日の夜に仕事から帰宅して以降の行動について、家族に対しては「気分転換に〈中略〉で買物に行っていた」などと話していたが、警察が自宅へ事情聴取に来ることを知ると母親に対し「家でテレビを見ていたことにしてくれ」などと言っていた。Hの母親は事件直後、息子が犯人ではないかと疑っており、Hに対し「世間に顔向けできなくなる」「〔Hの父親〕も会社に居づらくなる」などと強く問いただしたが、Hは犯行への関与を否定し、捜査員から聞き込みを受けた際もこの際は「事件のときは家にいた」などと答えていた。Hは同年12月30日に事件当時の勤務先を退職した後、2002年（平成14年）6月12日から同月21日まで特別養護老人ホームで働いたが、それ以外は定職に就かず、両親に経済的に依存する生活を続け、次第にひどい家庭内暴力を振るうようになり、同年6月には母親を殴打して骨折させるなどした。また2002年6月には神奈川県立精神医療センターの病院で、2003年2月には別の病院（前述）でそれぞれ診察を受けたが、いずれの病院でも精神疾患は存在しないと診断されている。
Hは捜査段階で当時の状況について、犯行後は両親から自身が犯人ではないかと疑われるなどしたことなどから精神的に追い詰められ、イライラした状態が続くようになって仕事が手につかなくなり、事件当時の職場を辞めた後はぶらぶらした生活をして、両親に暴力を振るうなどしてやりきれない気持ちをごまかしていたが、次第に黙っていることに限界を感じるようになり、すぐに自首したかったものの、当時は父親の定年退職や長姉の結婚を控えていたため、家族のことを考えると自首する勇気が出ず、3年間悩みながら辛い思いをしていたと述べている。横浜地裁 (2010) も、それまで専門学校卒業後は勤めを続けていたHが、事件後に定職に就かず家庭内暴力を振るったり、父親によって精神科を受診させられたりなどしたことは、Hが仕事を辞めた時期と近接した時期に、Hのみに何らかの大きな出来事が起きたのではないかとの疑いを生じさせるものであると評している。
Hの父親は2003年（平成15年）4月に会社を退職し、退職後に暮らすための家を実家のある福島県に建てた（後述）。Hは同月、家族とともにそこに引っ越したが、それ以降も度々横浜の自宅に戻っており、同年8月22日には母親らから自立を促されるなどしたため、父親の運転する車で横浜の自宅まで送ってもらい、5万円程度を渡された上、1人で暮らして仕事を探すように言われた。両親がHを1人で横浜に戻したのは、福島に引っ越してからも事件後から続いていたHによる家庭内暴力が収まらなかったためであるとされる。Hは事件後、凶器の洋包丁を持ち主である長姉に返却していたが、後に長姉は一人暮らしを始めた際、実家にあった包丁ケースの中身である包丁7本のうち、この洋包丁とペティナイフの2本を持ち出し、Hの出頭後に警察へ任意提出するまで自分の台所で使用していた。このように包丁は3年間にわたって日常的に使用されていたため、包丁からAの血液反応は検出されなかった。
しかしHはその後も就職活動をせず、父親が再度電車で訪れて3万円程度を渡すなどしていた。しかしその所持金も使い果たしてしまったため、Hは両親に迎えに来てほしいと思って何度も電話をかけたが、1人で頑張るように言われ、同年9月に入ると電話に出てもらえなくなったため、長姉にも頻繁に電話をかけて両親に連絡を取ってほしいなどと頼んだが、長姉からも自分で仕事を見つけて生活するように言われ、やがて彼女もHの電話に出ないようになった。

### 出頭
同年9月5日ごろ、Hは叔父宅に電話をかけ「交通事故を起こしたと警察に嘘をついたのでお父さんに一緒に謝りに行ってもらいたい」「人を刺したので迎えに来てほしい」などと話したが、叔父からは自分のことは自分でやるように言われて断られた。次いでもう1人の叔父宅にも電話し、両親が電話に出ないので実家を見てきてほしいなどと頼んだが、両親らはこれを相手にせず、Hに連絡しなかった。翌6日、Hは110番通報した上で瀬谷署へ出頭し、「車を運転していたら、女性が飛び出してきて交通事故を起こしてしまい、救急車を呼ぼうと思って同女に携帯電話を貸してほしいと言ったら、断られたのでかっとなって刺し殺した」など述べたが、その日は自宅に帰された。この出頭に至った経緯については、捜査段階では以下のように述べていた。
一方で後述するようにHは公判では否認に転じたが、この出頭の経緯については以下のように述べている。
この背景について、Hが出頭する前の2003年7月23日にHと約2時間面接をしたカウンセラーはHの家庭環境など（前述）を踏まえ、第一審の公判で「〔母親〕に電話したのに無視されたという精神的な虐待を受け、同女が自分が犯人ではないかと疑っていた事件で自首をすれば同女の関心を引きつけることができると考えて虚偽の自首をしたこと、同女が自分の無実を信じると言われるまで家族に対して自分が犯人でないと明確に否定しなかったことは、被告人がアダルトチルドレンであることを考慮すれば不思議ではない。被告人は計画を立てる能力もこれを実行する能力も備わっていない」と述べている。一方でその後の控訴審の公判でも、Hは「自動車で被害者をはねたこと」は作り話とはいえ、自分から言い出したことを認めている。藤井誠二はHの自供の経緯について、当初はテレビ番組で着想を得た作り話をするつもりでいたが、自身が実行犯本人だったため、警察官から細部について追及されるうちに事件の全容を自白する結果になったのだろうと考察している。
同月8日、Hは再び瀬谷署へ行き、その日は長姉宅に送り届けられた。同日にはHの長姉が、後に凶器と認定される洋包丁とペティナイフを警察に任意提出したが、捜査当局はHから凶器の洋包丁について自供を得るまで、その洋包丁の存在、および形状や「93」という刻印があるという特徴は把握しておらず、Hの自供を得た上でHの母親にその所在を確認した上で、同日に捜査員が姉宅まで出向いて任意提出を受けている。翌9日にはHの父親が実家から包丁5本の入った包丁ケースを持参して瀬谷署へ行き、Hとともに長姉（長女）宅に宿泊した。同日以降、Hは逮捕されるまで自宅で父親と2人で暮らしつつ、父親に送迎してもらいながら任意捜査の形で警察の取り調べを受けた。同年10月8日以降、Hによって自身が犯人であることを認める多数の上申書、供述調書などが作成されたが、その中でHは犯行態様や凶器（包丁に刻印されていた番号なども含む）などについて詳細に供述した。また犯行車両には傷があり、またAの左腰にも車にはねられた痕があったことや、H宅から押収された包丁の刃の形がAの首の傷口と一致したことなど、その供述内容は遺体の損傷具合と符合していた。捜査当局は9月8日の取り調べ時点で、HがAを犯行車両で轢いたことを供述するまではAが車にはねられたことは想定しておらず、また犯行車両のボンネットの凹みも探知していなかったとされる。Hは同月17日に犯行車両のボンネットに残ったへこみについて説明する図面を作成したが、このころ（同月9日から18日までの間）に捜査当局はHの「車ではねた」という供述を裏付けるため、購入先や下取り先から事情を聞くなどの捜査を行い、同月18日には2通の捜査報告書を作成した。

#### 供述内容の変遷
一方でHは出頭した当初、現場西側のカーブ（座標）を左折したところでAを車で轢いてしまい、その直後に救急車を呼ぼうと思ってAに携帯電話を貸してほしいと申し出たところ、投げやりな態度を取られて口論になり、警察に通報されるのが怖くなったことや、親にも交通事故を起こしたことを知られたくなかったことから、口封じのために殺害を決意し、車まで包丁を取りに行き、殺害後にAのスカートが太股辺りまでめくれていたのを見て強姦しようと思いついたという旨を供述していた。その後、殺害動機については「〔Aが〕顔見知りだったこと、警察や親に発覚するのが怖くなったことから」と変遷し、また強姦の犯意を抱いた時点については、殺害前にいったん車まで包丁を取りに行って戻った際、Aが倒れて意識がない状態だったことから「レイプもできる」と思いつき、まず口封じのため殺害した上で強姦しようとしたという旨に変遷し、後にはさらに遡り、Aの態度に腹を立てた時点で強姦と殺害を同時に決意したという旨の供述に変遷した。またAを跳ねた場所についても、当初は現場である資材置場西側のカーブであると供述していたが、後にカーブの手前の直線道路（資材置場と県立養護学校の間）でAを跳ね、その5 m先にある左に曲がるカーブの手前辺りに停車したという旨の供述をした。
そして事件からちょうど3年となる10月16日の取り調べでは、それまでの供述を翻して計画的犯行である旨を供述した上で、それまで偶発的な犯行であったかのように供述していた理由については「計画的であるとさらに罪が重くなると思っていたため、今まで本当のことを言えなかった。今日は命日なので正直に話すことでAが成仏できればと思った。今までの話では警察に納得してもらえず、矛盾点を追及され、嘘を通しきれないと思った」などと供述した上で、Aの遺族に対する謝罪の念も口にしていた。その後、Aを待ち伏せした際や車ではねた際などの状況についても更に詳細な供述をしたほか、父が福島の家に電話しているのを聞くなどしているうちに「計画的犯行であることを隠して偶然の交通事故から殺してしまったしておこうという気持ちになり、逮捕されてから少しずつ本当のことを話せば最後にはすべてを分かってもらえるだろうと思って言わなかった」などとも供述した。また凶器の包丁についても、当初はペティナイフを大きくしたような茶色い柄の包丁であり、刃の長さが約25 cm、刃の幅が約4から5 cm、柄の長さが約10 cmだったいう旨の供述や、長姉が「調理専門学校に行っていたときに購入したセットの中の1本であり、ペティナイフを一回り大きくした、刃の長さが約20センチメートルの包丁で、刃と握りの間に93という数字が縦か横に彫ってある」などという供述をしていたが、後に警察官からメジャーを置いた包丁のコピーを見せられ、実際には包丁全体の長さが約25 cm、刃の長さが約15 cm、刃の幅が約4から5 cm、刃の厚さが約1から2 mmであることに気づいたとして、犯行に使用した包丁として5本の包丁の中から凶器である洋包丁の写しを指示した。なおHは出頭直後から前述のように計画的犯行である旨を自供するまでの間、凶器として用いた包丁をいつも持ち歩いており、犯行当時もリュックサックに入れて出掛けていたと述べていた。
これらの供述の変遷について、横浜地裁 (2005) は前者の計画性などに関しては、出頭した当初は計画的犯行であることを告白すれば犯情が悪くなると考え、偶発的な事故に端を発した犯行である旨を供述していたが、偶然の交通事故で中学時代の同級生の女性に怪我を負わせてしまったことから突然同女を殺害しようとしたという点」が殺害の動機としては弱く、強姦しようとしたという経過も飛躍しすぎて不自然であること、道路環境や死体の損傷状況などの客観的証拠と事故の状況とが矛盾していることなどについて取調官から追及されたため、強姦の犯意などを遡らせた末、取調官からさらなる追及を受けたり、Aの命日であることを告げられるなどしたりした結果、最終的に犯行前からAを待ち伏せた末に計画的に犯行におよんだ旨を述べるようになったと指摘している。また後者の凶器に関する供述についても、特に刃の長さなどについて供述を変遷させてはいるが、取り調べを受けた当初は記憶が薄れていたり、正確性に特に留意することなく供述したりしていたのが、客観的証拠を示されたことで記憶が喚起され、それに整合するような供述をしようとするようになったものであると評している。横浜地裁 (2010) も、Hの供述内容が当初の「偶然の犯行」から「計画的なもの」に変遷した（すなわちHの罪責を強める方向に変遷した）のは、当初の供述内容が不自然なものだったため、捜査官の追及によって徐々に真相に近くなっていったと解するのが自然であると評している。
なお、この取り調べの間（遅くとも10月2日まで）にHは父親から説明を受けて黙秘権があることを了知している旨の供述書を作成している。

### 逮捕・起訴
以上の事実より、県警はHの自供にはそれまでに想定していなかった「秘密の暴露」があると判断、同年11月5日にHを殺人・強姦致死の容疑で逮捕した。逮捕から2日後の11月7日は、Aが存命ならば26歳の誕生日を迎えていたはずの日だった。しかし逮捕・起訴の証拠はHの自白と状況証拠のみで、直接証拠はなかった。
Hは逮捕されてからも送検後も途中までは容疑を認めており、同月17日付の供述調書までは司法警察員や検察官の取り調べに対し、自身が犯行を行ったことを前提とする内容の供述をしたり、犯行状況について詳細な内容の供述をしたりしていた。しかし同月8日の勾留質問では黙秘し、やがて検察官による供述調書の作成、および調書への署名押印を拒否するようになった。Hは逮捕後から17日ごろまで瀬谷署の留置場で同房だった人物に対し、「弁護士をつけたから、もうしゃべらない」と言っていたが、この時に取調官から暴行・脅迫を受けたことや、親を困らせようという意図で虚偽の自白をしたこと、実は自白は自分の妄想であって犯人ではないなどということなどは話していなかった。検察官は後の公判で、Hは逮捕後に死刑や無期懲役になることを恐れ、一部虚偽の話をするようになったと主張しており、横浜地裁 (2005) もHが黙秘・否認するようになった経緯について、「刑が更に重くなるのではないかと思いつつ、取調官から追及されるなどして計画的犯行である旨供述するようになったものの、死刑又は無期懲役に処せられるのではないかとの不安を次第に募らせ、身柄拘束後は刑務所への恐怖を更に増幅させ、弁護人を選任して接見を重ねるなどしているうち、有罪判決を受けることを避けようとして黙秘又は否認するようになったとの説明が可能である。」と評している。
横浜地方検察庁は同月27日、Hを殺人・強姦致死の罪で起訴した。同日の検察官に対する供述調書では、Hは自己の犯行を否認する供述をしたが、その一方で凶器として自白当初から言及していた包丁について、洋包丁に間違いないという旨も述べていた。

#### 自白供述の任意性
Hは第一審の公判で、出頭後に「自分が話したことは妄想だ」と言っても聞き入れてもらえず、取調官から怒鳴られたり机を叩かれたりし、「後で裏付けをすれば全部嘘であることが明らかになるし、書けば帰れるなどと思い、仕方がないとあきらめて」自身の犯行を認める供述調書を書かされたことや、供述内容についても自身に不利な内容に誘導するような追及をされたこと、上申書や供述調書には取調官の作文した内容や自分がでたらめに言った内容などを書かれたことなどを主張し、また黙秘権についても警察官や検察官からは十分な説明をされていなかったため、11月17日に弁護士と接見して「話を聞いてもらえないならばすべて黙秘しても構わない」などと助言を受けるまでは取調官に迎合した供述を強いられていた旨を主張した。また第一審の第17回公判以降は、出頭した際に凶器は何を使ったのか追及された際、空想の中でサバイバルナイフをイメージしたが、サバイバルナイフという名称が思いつかなかったので、「ペティナイフを一回り大きくした包丁」と言ったが、その包丁は今どこにあるのか執拗に追及されたため、長姉が多数持っていた包丁のうちの1本ということにしようと思い、刻印してあった「93」という数字を図面に書き入れ、長さはサバイバルナイフのような物をイメージして適当に書いたが、包丁ケースの中の特定の1本を指していたわけではなかったのに、取調官から「洋包丁だろう」と押し付けられ、強引に洋包丁で刺したことにされた、と供述した。
一方で出頭後にHの取り調べを担当した警察官は、取り調べの都度Hに対し黙秘権を告知し、上申書については六何の原則に従って自分の体験したことを具体的かつ詳細に、今後裁判で訴訟関係人が目を通した際に分かりやすいように記載してほしいなどと頼んだ旨を公判で述べており、また上申書の内容について誘導を行ったり、取り調べの際に机を叩いたり怒鳴ったりしたようなことはなく、上申書や供述調書はHの思ったままに自由に書かせたり供述したままの内容を録取したりしたものであり、弁護人が接見した17日以降はHは黙秘するようになったが、検察では犯行を否認するような供述はしていなかったという旨を述べている。
横浜地裁 (2005) は前者の主張について、仮にHが真犯人でないとすれば、単に親に迎えに来てもらうために犯してもいない重大事件の犯人であると嘘をついて出頭するということは極めて不自然であることに加え、9月9日に父親が自身のもとに駆けつけた時点でその出頭の目的は達成されたにもかかわらず、その後も親族との会話で真犯人であるかどうか問いただされた際、当初は父親に対し「じゃあ、俺じゃない」「やってない」などと言ったことはあったものの、後に事件のことを話題にされて「やったのか」と質問されても「お前たちが迎えに来ないから」などと繰り返して話が噛み合わないようなことがあるなど、自己の無実を強く主張することなく2か月以上にわたって犯行を認める内容の多数の供述書を作成し、自白調書に署名押印することを繰り返し父親に送迎してもらいながら取り調べに応じ続けたということは不自然・不合理であると指摘し、その主張を排斥した。また、Hが「〔父親〕と一緒に警察に謝ればそれで済むと思っていた。自分の書いた上申書や図面が後々重要な証拠になるという認識はなかった。こんなに取調べが長期化するとは思っていなかった。逮捕されたり、裁判になるとは思っていなかった」と供述しながら、一方で「自分が死刑や無期懲役になる事件の犯人として疑われていると分かっていたから違うと言っていた」とも供述していることについては、「破綻を来している」と断じた。包丁に関する供述についても、「サバイバルナイフ」という単語は第8回・第9回公判で行われた被告人質問の際には一切言及されず、第17回公判で初めて言及されたことや、Hはサバイバルナイフのような空想の包丁をイメージして自白したと供述しておきながら、他方で現実に存在した長姉の包丁を特定せずに供述したとも述べており、そのような供述は不自然であるという点も指摘した。
一方で後者の供述内容には特段不自然・不合理な点は認められない上、その供述態度にも不誠実なところは見られないことから、取り調べの際に任意性を損なわせるような強制・誘導性はなかったとする取調官の供述は十分に信用できると判断した。また取調べ中に供述内容が変遷した点があること（Hが自身の供述を「妄想」と言ったり、「偶発的犯行」から「計画的犯行」に変化したりなど）についても、家族に迷惑がかかることを慮ったり、当初の供述の矛盾点や不自然性を追及されたりしたという理由が挙げられること、同年11月7日にHが弁護人になろうとする者と接見し、同月11日にその人物を弁護人として選任した直後の同月15日にも犯行状況について詳細な供述調書を作成していることなどを考慮すれば、供述の変遷は威圧的な取り調べの結果によるとは認め難いと認定した。

## 刑事裁判
刑事裁判の公判で、被告人質問の際に裁判官がHに対し「あなたが本件の犯人かどうかは別にして、同級生がこういうことになったことに対してどう思うのですか？」と質問したことがあったが、Hはその際に動揺を見せることなく「なんとも思いません」と答えていた。また新井省吾 (2007) は、Hが横浜地裁の公判で無罪を主張し、反省や謝罪の態度を見せないばかりか、時に被告人席で傍聴席にいるAの遺族を愚弄するかのようにニタニタと笑っていることがあったと述べている。

### 第一審
第一審は横浜地方裁判所第2刑事部に係属し、初公判から判決公判まで松尾昭一が裁判長を務めた。陪席裁判官は荒木未佳・上原恵美子である。
2004年（平成16年）2月19日に第一審の初公判が開かれたが、被告人Hは罪状認否で起訴内容を全面的に否認した。一方で検察官は冒頭陳述で、Hが事件前に3回にわたってAを待ち伏せていたことや、事件後に自宅の庭で手と包丁に付着した血を洗い、車のボンネットの凹みについて「木にぶつかった」と虚偽の理由を述べていたことなどを指摘、またHが出頭した経緯について、1人で生活をするうちに次第に追い詰められた気持ちになり、解放されたいと思ったからであると述べた。
第2回公判（同年3月29日）では弁護人が冒頭陳述で、Hは一人暮らしで金がなくなり、騒ぎを起こすことで両親に迎えに来てもらおうと思って警察に出頭、報道で得た知識を参考に虚偽の自白をしたが、その後は捜査機関に不都合な主張をすると怒鳴られるなどしたため、裏付けを取れば自分の無実がはっきりすると考え、捜査機関に迎合した供述を繰り返したと主張、上申書や供述調書には信用性がないと訴えた。また事件当日のHの行動については、車でコンビニエンスストアへ行き、21時20分過ぎに買い物をしたが、犯行現場は通っていないと主張した。同日の公判には犯行車両とされる車を事件当夜に目撃した男性が出廷し、車は暗くてシルエットしか見えなかったが、ボンネットなどの形状から犯行車両 (RAV4) とは違う車種だと思った旨を証言した。
一方で第3回公判（同年4月12日）では、検察官の証人として出廷した解剖医（前述）が、犯行車両の車のバンパーの位置とAの遺体の腰の傷の高さは矛盾せず、Aは車にはねられた際、ボンネットに乗り上げて後頭部を打ち、外傷性くも膜下出血を起こしたという所見を述べた。また事件直後は頚椎への刺し傷が致命傷だったことなどから交通事故死の可能性を除外して鑑定にあたったため、Aの頭部や腰部の傷について明確な説明ができない状態だったが（前述）、Hが出頭した際に「車ではねた」と述べたことを受け、それらの傷がついた経緯について明確な説明がつくようになったと述べた。また第一審の公判では、遺体の鑑定を行った東海大学医学部法医学教室教授が証人尋問で、Aの頭部や腰部の傷は自動車との衝突によって生じる特徴的なものであり、それ以外の原因による可能性は想定し難いという旨の意見を述べ、日本自動車研究所主席研究員もAの身長や靴の踵の高さからすれば、腰の傷は犯行車両のようなバンパーの高い車にはねられた傷と考えて矛盾はなく、後頭部の傷もボンネットに頭を打ち付けた際のもの、左肘などの擦り傷などは地面に落下した際に車体や地面との擦過によって生じたと考えられ、これらの損傷が車に跳ねられる以外の原因で同時に生じることは考え難いという旨の意見を述べた。
第4回公判（同年5月13日）ではHの父親が出廷し、息子が出頭した際に自身にも犯行を告白していたことなどを証言した。同年6月24日の公判では検察官がHへの被告人質問で、犯行状況などを詳述した上申書の内容について、「車でAをはねた」など逮捕前には報道されていなかった内容や、犯人でなければわからないような犯行状況（包丁を引き抜く際、角が引っかかって抜きにくかったという点など）が含まれていることを挙げ、「テレビや新聞で知った内容をもとに、妄想で作った話をしただけ」と主張するHを追及したが、Hはそれらの供述について捜査官による誘導があったと主張した。
同年11月1日の公判で、地裁は犯行を認めた自白調書と上申書を証拠採用した。12月6日の公判では被害者遺族であるB・C夫婦と妹Dが証人として出廷し、それぞれHを死刑に処すよう求めた。

#### 論告求刑
同年12月19日に論告求刑公判が開かれ、検察官はHに無期懲役と凶器である包丁1本の没収を求刑した。この論告求刑以前に、公判は20回にわたって開かれていた。
検察官はHの捜査段階における供述の信用性について、体験した者しか語れない臨場感のある内容であり、極めて信用性が高いものであると主張した。その上で口封じのために強姦殺人を企てた犯行動機の身勝手さや、慰謝の措置がないことなどを挙げ、法廷でのHの言動は公判を傍聴している被害者遺族の神経を逆なでしていると主張。Hの反社会性・非人間性が顕著であり、矯正教育は不可能であると断じ、死刑も考慮すべき事案と評したが、酌量の事情として前科・前歴がなく若年であることを述べた。
公判後、Cは横浜地裁の1階ロビーで検察官に「なぜ、死刑じゃないんですか」と詰め寄っており、傍聴に付き添っていた女性から「検事さんはよくやってくださった」と制されていた。被害者遺族は第一審の論告求刑公判後、「家族の意見、思いが十分反映された判決を」と訴える署名活動を行い、2か月余りで約6,800人の署名を集めた上で、上申書として横浜地裁に提出した。

#### 結審
翌2005年（平成17年）1月17日の公判では弁護人が最終弁論を行い、Hが犯人であることを直接証明する証拠（毛髪などの物的証拠、凶器とされる包丁からの血液反応など）は皆無である一方、Hが犯人ではないことを裏付ける事情が複数存在することから、他に真犯人がいると主張した。弁護人はHの殺害を認めた上申書などについて、Hは連絡を拒絶する両親の気を引くために出頭し、その直後に取調官に対し自白内容は虚偽であると告げたものの、聞き入れられず威圧的な取り調べを受けた末に嘘の供述を強要されたものであり、その内容に変遷が多いことなどから信用性はないと訴えた。また捜査当局が当時想定していなかった「車ではねた」という供述を検察官が「秘密の暴露」と評価していた点については、鑑定医が解剖直後には車両と衝突した可能性に全く言及していなかった（前述）ことを挙げ、Hの出頭後に作成された鑑定書は供述内容に強く影響されており、前述のようにHの供述に信用性が認められないことを含め、信用に値しないと主張した。
Hは最終陳述で「嘘の自白で皆を巻き込んだことは謝るが、恨みもないのに人を殺さない」と述べ、改めて無罪を主張した。

#### 判決
2005年（平成17年）3月28日の判決公判で、横浜地裁（松尾昭一裁判長）は求刑通り被告人Hを無期懲役とする判決を言い渡した。同日の公判では判決主文言い渡しが後回しにされ、先んじて判決理由が朗読された。
地裁は判決理由で、争点となっていた捜査段階における自白の信用性について、捜査機関が想定していなかったAを車ではねた事実を供述するなど、その供述には犯人しか知り得なかった事実が含まれていることや、核心部分には体験者でなければ語れない迫真性・臨場感があることなどを挙げ、Hの無罪主張を退けた。その上で量刑については、犯行は「事前に犯行の手段方法を入念に検討し、用意周到に準備した上で敢行された、強固な犯意に基づく極めて計画的なものであり、また、無防備な被害者の後方からいきなり車両を衝突させて後頭部をボンネットで打撲させた上、気絶した同女の頸部を鋭利な包丁で容赦なく一突きにして即死させ、その貞操を蹂躙する凌辱行為に及んだというものであって、自己の獣欲を満足させるためであれば被害者の生命を奪うことすら意に介さない、極めて卑劣かつ無慈悲で、凄惨かつ残酷なものであり、まれにみる極悪非道の所業というほかない。」と評した。そして結果の重大性、殺害されたAの無念や苦痛、被害者遺族の峻烈な処罰感情、Hの犯行後の情状の悪さ、犯行が近隣住民やAの友人らに与えた社会的影響の大きさについても言及した上で、Hの犯行に至る経緯、犯行態様、公判での供述態度、犯行後の生活状況からは「未熟で歪んだ人格と他者の痛みを理解することのできない自己中心的な性格傾向が窺われ、これが本件の背景に存することも否定し難い。」と評し、その刑事責任は極めて重大であると指弾した。一方、Hにとって有利な情状として「遅きに失しているとは言うものの、本件の約3年後に警察に出頭した後、次第に犯行の全容を供述するようになり、捜査段階では反省と謝罪の態度を示していたこともあったこと」や若年であり、前科前歴もないこと、両親や姉夫婦ら親族がHの行く末を案じていることも挙げたが、それらの事情を考慮しても罪質、犯行態様の悪質性、結果の重大性、犯行後の情状などに照らし、無期懲役の刑は免れないと結論付けた。
裁判長による閉廷宣言後、Hは裁判長に発言を求めたが認められず、裁判官から退廷を命じられた。Hは刑務官に引きずられながら退廷し、傍聴席にいたAの妹であるDから「あんたなんか本当は死刑なんだからね！」、父親Bから「お前のことは絶対に許さない」と非難の言葉を浴びせられたが、それに逆上して「お前が迎えに行かなかったから娘は死んだんだ」と暴言を浴びせた。夫Bや次女Dとともに判決公判を傍聴していたAの母親Cは無期懲役の主文を聞いた直後、泣きながら法廷を飛び出したため、この場には居合わせなかったが、後にこの出来事をBから伝えられ「そんなひどいこと言ったの……」と怒りを見せていたという。
Hの弁護人は判決を不服として、同年4月5日付で東京高等裁判所へ控訴した。

### 上訴審
控訴審では捜査段階における自白の信用性が争点となった。2006年（平成18年）6月20日の公判ではAの母親Cが出廷し、Hを「悪魔」と形容した上で、事件後にPTSDに苦しんでいることや峻烈な処罰感情などを訴えていた（後述）。Cはこの陳述の際、Hの態度からは反省の色が見られず、二言目には「あいつが悪いから」「会社が悪いから」と他人のせいにしており、Hの両親についても「この親にして、この子あり」だと感じた旨を述べ、またHについては「〔A〕一人を殺しだだけではありません。残された私達家族3人も殺したのと同じです。この悪魔は生きる資格なんてありません」「もし、この悪魔がこの世で自由になることがあったなら、その時は私が被告人になることもあると覚悟しています」と述べている。
同年8月29日、東京高裁（仙波厚裁判長）はHが出頭時点で、当時捜査機関が把握していなかった犯行の核心部分（殺害前にAを車で轢いたことなど）について言及していたことから、捜査段階の自白は信用できるとしてHの控訴を棄却する判決を宣告した。この判決の直前にはAの母親であるCが事故死していたため、父親Bは次女D（Aの妹）とともに喪服姿で傍聴していたが、Hは落ち着かない様子で時折彼ら被害者遺族に目をやっていた一方、判決には不服気な表情を見せており、BはHの態度を無反省なものとして受け取っていた。
Hは上告したが、2007年（平成19年）6月12日付で最高裁判所第三小法廷（藤田宙靖裁判長）がHの上告を棄却する決定を出したため、Hの無期懲役が確定した。同決定で同小法廷は「記録を精査しても、被告人の自白の任意性を疑うべき証跡はない」として、憲法違反などをいうH側の主張は前提を欠くと評した。Aの父親Bは判決確定後のHについて、服役態度が悪く、服役先である刑務所で6か月中4か月にわたって独房や懲罰房に入れられるなどしていると述べている。またHは判決確定後、再審請求したが棄却されている。
無期懲役の確定から17年目となる2024年（令和6年）6月、Bは心情等伝達制度を利用して獄中のHに刑務所職員を通じて自身の心情を伝えた。その内容は「どのような謝罪があろうと絶対に許さないが、謝罪の気持ちは持っていないのか。許されなくても謝罪し続けるのが人間ではないのか」などというものだった。これに対し、Hは自身が犯人であることを認め、第一審判決後の暴言については「少し悪かった」と謝罪の意を述べたものの、「過去のことは忘れて、今できることをやりたい。人生をやり直すことを考えている」と述べ、また後述の賠償金に対しては「金額が多すぎるので、払わない」と述べていた。このようなHの態度について、Bは『読売新聞』社会部主任記者の石浜友理に対し、Hの「申し訳ない」という言葉は形だけの謝罪でしかなく、全く反省の色が見られないとして、怒りと失望を露わにしており、石浜はそのBの姿を見て、それまで自身が書いてきた記事のほとんどが願望で締めくくられていたことを踏まえ、そのような被害者遺族の置かれた現実や受刑者の実態をありのままに伝えることこそが大切であると実感したと述べている。一方で、Bはこのように心情等伝達制度を利用したことについては、このようにかえって被害者や遺族の心を傷つけるような結果になることもあり、制度の利用については慎重に検討するのが望ましいとしながらも、自身が制度を利用したことについては「やってよかったと思う」と述べている。

## 民事訴訟
Aの父親である男性Bは2006年（平成18年）12月22日、犯人Hを被告とした損害賠償請求訴訟を横浜地裁に提起した。原告であるBは、娘の逸失利益と慰謝料を約6280万円と算定した上で、提訴前に死亡した妻Cの相続分を一部引き継ぎ、損害賠償金計5510万609円および遅延損害金の賠償金支払いを求めた。またCの死に関しても、事件さえなければありえなかったものであるとしてその責任も問うことを検討したが、法的な因果関係の立証が困難として断念している。原告代理人の弁護士は武内大徳。
一方で被告であるH側は、原告がHを犯人であると確信した時期はHが起訴された2003年11月27日の時点であり、それから3年後の2006年11月27日をもって消滅時効が成立していると主張、また「自白調書に信用性はなく、加害行為は行っていない」として請求棄却を求めた。また供述の任意性・信用性について争うため、心理学者に供述調書の鑑定を依頼し、臨床心理士が作成した犯罪心理鑑定報告書や、青山学院大学社会情報学部教授が作成した鑑定中間報告書を提出した。前者の犯罪心理鑑定報告書のまとめ部分には、「本件のように被害者を短時間で物的証拠も残さずに殺害するという巧妙な犯行を、飛行や犯罪を行ったことがなく、小柄で体力もなく、不器用、小心者で知的能力にもハンディがある被告 (H) が実行できるのかは大きな疑問がある」との記載があったが、横浜地裁 (2010) はそのような結論に至った根拠が不明であることを指摘していた。また後者の鑑定中間報告書についても横浜地裁 (2010) は、Hの主張の根拠となる何らかの具体的意見を述べるものではなく、冒頭に「被告代理人からの依頼に基づいて現在行われている鑑定作業の内容と、そこから見いだされた暫定的知見及び今後の分析の見通しを説明することを目的とする。」という記載があることからもわかるように、「被告の自白供述の編成に関して、今後さらに精査する必要がある。」「虚偽自白の可能性も有力な仮説の一つとして考慮しつつ、さらなる分析を実施する可能性が高い。」などとして、今後の供述分析の方向性を説明するものに過ぎないと指摘している。被告側はそれらの鑑定が遅れているという理由から、鑑定書や中間報告書の提出期限の延期を繰り返し、口頭弁論を継続するよう求めていた。
一方で原告側は、Hが起訴された時点では「犯人であるとは思いつつも、いまだ起訴されたにとどまる段階では、刑事裁判における無罪推定の原則や、捜査、公判に関与することができず、証拠を手に入れることもできない被害者遺族の立場からして、被告が加害者であると客観的に確信することはできなかった」こと（特にHが刑事裁判で起訴事実を全面的に否認したこと）から、「そのような状況の中で、原告が、被告に対し、被告がAを殺害したことを不法行為の内容とする損害賠償請求をすることは、事実上不可能であった。」と主張、Hに対する損害賠償請求が可能な程度にHが加害者であると知ったのは、どんなに早くても刑事裁判の第一審判決が宣告された2005年3月28日以降であると反論した。
横浜地裁（江口とし子裁判長）は2010年（平成22年）5月14日、H側の口頭弁論続行を求める主張を退けて結審し、判決期日を同年8月27日に指定した。H側は同日付で、供述の分析を行っている最中に判決を宣告する裁判所の姿勢は遺憾であるとして、判決前に少なくとも1回は弁論期日を入れることが相当であるとする意見書を提出した。

### 賠償命令
横浜地裁（江口とし子裁判長）は2010年8月27日、原告であるBの主張を全面的に認め、Hに対し全請求額を支払うよう命じる判決を言い渡した。同地裁は、捜査過程で多数作成されたHの供述調書の内容は供述の根幹部分に変遷がないことを指摘した上で、Hが仮に事件の犯人でなかったとしても「親に迎えに来てもらいたい」という理由で殺人・強姦致死という極めて重い罪責を問われる重大犯罪の犯人を名乗って警察へ出頭することは不可解であること、さらに父親が福島から駆けつけた9月9日以降ばかりか、身柄拘束を受けるようになり、両親が迎えに来ることができなくなってからも約10日間にわたって犯人であることを前提とした主張を継続したことを指摘し、Hの主張は「不自然かつ不合理な弁解というほかない。」と断じた。またHの供述内容も、H自身が刑事裁判の控訴審で「自動車で被害者をはねた」という供述は捜査官から誘導されたものではなく、自ら言い出したものであることを認めている一方、捜査機関はHの供述を得るまでは被害者が車に轢かれたことを想定していなかった点などから、Hの自白供述は捜査機関から押し付けられ、誘導されたものとは認められないと判断、Hの自白内容も様々な客観的事実と符合することなどから、「その自白供述は、終始根幹部分が変遷することなく一貫し、客観的、科学的な裏付けもあるのである。被告は、様々な反論を試みているが、的確なものは何一つない。」として、Hによる加害行為を認定した。
その上で消滅時効に関する争いについては、民法724条にいう「加害者を知った」とは、加害者に対する損害賠償請求が事実上可能な状況の下に、その可能な程度に損害及び加害者を知ったことを意味するものであるとする最高裁判例を引用した上で、日本の刑事裁判では無罪推定の原則が採られていることなどから、仮に有罪率が100％に近いものであったとしても、起訴された段階ではその者が犯人であると判断することはできず、被告が公訴事実を全面的に否認して犯人性を争ったことなどからすると、「原告が、被告が起訴された時点、被告が犯人であると主張して損害賠償請求をすることは、事実上不可能であったというべきであり、少なくとも、被告に対する刑事第1審の有罪判決が言い渡された平成17年3月28日より前に上記損害賠償請求をすることが可能であったとは言うことはできない。このことは、刑事手続の段階で原告に被害者代理人弁護士がついていたからと言って、変わるものではない。」として、損害賠償請求権の消滅時効は2005年3月28日より前の時点から起算すべきものではなく、訴えが提起された2006年12月22日の時点ではまだ消滅時効は完成していなかったと判断した。
Hの代理人は同判決に対し控訴する意向を示し、また心理学者による供述調書鑑定書を「無罪を言い渡すべき新証拠」として再審請求を行う意向も示していたが、東京高裁でも原告側の主張がすべて認められ、2011年（平成23年）1月に請求通りの賠償金支払いを求める判決が確定している。しかしH本人からも両親からも支払いを拒否され、民法で規定された履行されない賠償金の請求権の時効（10年）が迫っていたことから、勝訴から10年後の2021年（令和3年）1月に再提訴し、2か月後には同額の賠償命令が確定している。
諸澤英道は、犯罪被害者および犯罪被害者遺族に加害者側からの賠償金が支払われないことは少なくないが、一度勝訴した犯罪被害者・遺族が損害賠償の時効成立を阻止するため、再び加害者を提訴することは珍しいと述べた上で、犯罪の損害賠償に時効があることは法制度の欠陥であると評している。日本弁護士連合会（日弁連）が2015年（平成27年）に実施したアンケートによれば、殺人事件の被害者遺族が民事裁判などで加害者に損害賠償請求訴訟を起こして勝訴したとの回答は21件あったが、うち13件は全く支払いがなされておらず、残る8件も賠償金の一部が支払われたのみで、裁判所の賠償命令総額に対する回収率は3.2％にとどまっていることが判明している。また犯罪被害者支援弁護士フォーラムが同年に調査したところ、2005年以降に殺人や傷害致死事件で賠償命令が確定した13事件のうち、支払いがなされたのは2件のみで、遺族が受け取った金額は命令額全体の1%超にとどまっていることが判明している。このような実情から、Bが加入している全国犯罪被害者の会（あすの会）は裁判所が加害者に命じた賠償債権を国が買い取り、加害者に代わって被害者に賠償金を支払う制度の確立などを求めていく方針であることが2022年に報じられている。

## 事件後
第一発見者の女性は事件後、現場付近の道路を通行することができなくなって通勤に支障をきたし、退職している。
事件後、地元自治会は街灯や「こども110番の家」の増設、およびその対象を子供だけでなく女性にも広げることなどを決めた。また、被害者Aと犯人Hの母校である市立東野中学校の教職員がパトロールを行った。事件現場となった畑は近隣住民の1人が利用していたが、この住民はAと1歳違いの孫がいたことなどから事件に衝撃を受け、事件後に「命うばはれた娘さんを弔らってやって下され」など、Aの死を悼む内容の詩を綴った看板を設置し、それ以降も毎日現場に線香を上げたり、犯人に対し警察への出頭を呼びかける詩などを書いたりしていた。この畑は事件から3年後の2003年時点で、庭木用の木々がなくなり、隣接する養護学校の敷地内に道路を照らす照明灯が増設されるなどしている。また畑と道路の境には事件を知らせる立て看板があり、遺族や近隣住民らにより、Aを慰霊するための花やぬいぐるみなどが供えられていた。横浜地裁 (2005) は「本件から約4年が経過した現在でも、現場には被害者の死を悼む友人らによる献花が絶えない」と述べている。その後、遅くとも控訴審判決後の2006年9月まではBによる文言が記された立て札が現場にあったが、2010年ごろには撤去されている。2023年（令和5年）時点では、現場の畑があった土地には複数の住宅が建っている。

### 被害者遺族
Aの父親B・母親C、そして妹Dは事件発覚後の17日未明、捜査員から電話で「娘さんがトラブルに巻き込まれたかもしれない」「娘さんが写っている一番新しいアルバムを持ってきてください」と伝えられて瀬谷署に向かったが、娘の遺体が発見されたという説明を受けないまま約4時間にわたって調書を取られ、後に遺体と対面した際も捜査員から「絶対触らないでください」と注意されたり、3分ほどで「もういいですか」と急かされたりしたと明かしている。また、Bらは事件を知らされた際に指揮を執っていた警察官から「マスコミが押しかけてくるだろうけど、色々傷つくでしょうから、接触しない方がいいですよ」と言われ、遺体への面会に行く途中で別の警察官からも「マスコミから声をかけられても知らんぷりした方がいい」と忠告を受けたため、事件直後は取材を求めて接触してくる記者に丁寧に応対する余裕がなかったこともあって記者からの取材要請を無視していたが、自宅に手紙を置いていった記者らに会い「娘さんの無念を晴らしたい」という姿勢を感じたことから取材に応じるようになったと明かしており、2005年12月に事件・事故発生、被害者の実名を発表するか否かは警察に判断を委ねるとする犯罪被害者等基本計画が閣議決定された際には、『毎日新聞』の取材に対し「事件直後の遺族は冷静に判断できない。警察から匿名がいいと言われれば、言われるままになってしまう」と話している。
事件後、Cはパートを退職し、またBは事件前から週2回開いていた剣道教室を休むようになった。Cは控訴審の公判で意見陳述を行った際、事件から数か月後までは捜査のために警察官が頻繁に自宅を訪れていたが、次第に何の連絡もなくなり、Hが逮捕されるまで2年以上にわたってほとんど何も声をかけてもらえなかったと述べている。事件当時の瀬谷署員によれば、情報があった際には被害者連絡係が月1回遺族宅に行っていたというが、事件から1年後には捜査員からの電話がなくなったことから、Cは「私たち見放されちゃったね」と繰り返していたという。一方でこの間の2003年5月、Aの母親Cは捜査状況を確認するため瀬谷署の捜査本部を訪れたが、その際に収納ケースの底で潰れたAのバッグを見て無念さが増したという。2004年に彼ら遺族を取材した『朝日新聞』記者の二階堂友紀は、同年に自身が取材したこの事件を含む3件の殺人事件ではいずれも警察の被害者対応が旧態依然としていたが、この事件では特にそれが顕著に感じられたと述べている。
またCは事件後、近隣住民の「もうひとり、お嬢さんがいてよかったね」「〔作り笑顔で挨拶した際の〕あっ、もう元気になったの。よかったね」などといった言葉に傷つき、人間不信が強まったことも吐露していた。このような状況の中で、Aの遺族は『神奈川新聞』など複数の新聞に心境を綴った手記を寄せ、情報提供の呼びかけも行っていた。『東京新聞』によれば、手記は事件から1年後と2年後の2回にわたりAの母Cが執筆し、娘を失った悲しみや犯人への怒りを綴っていた。
Bは妻Cの死後も自ら名前や顔を明かして発言を行っている一方、Aより2歳年下である次女Dは父親とは違い、職場では事件のことを話さず、法廷や新聞などで発言する際も仮名を使っている。Dは事件から約4年後、第一審公判中に書いた手記で、それまでの人生で人を恨んだことがないため憎しみ方がわからないが、Hに対しては死刑を望む旨を述べた上で、以下のように教えてやりたいと述べている。
またDは『神奈川新聞』に寄稿した手記で、事件後に見知らぬ他人に恐怖感を抱くようになったことを打ち明けており、藤井の取材に対しては、自身が子供のころに姉とともに通っていた習字教室にHとその姉が通っていたことを思い出すため、その時にHを文鎮で撲殺すればよかったのではないかと妄想する時があると述べている。

#### 母親Cの死
Bによれば、妻Cは事件直後からPTSDの症状（不眠や悪夢を見る、幻覚や幻聴が聞こえるなど）を発症し、同年末には「死にたい」などと口にするようになったため、見かねて心療内科へ連れて行ったという。彼女は2001年（平成13年）2月ごろからその心療内科へ週2回の頻度で通院し、医師と信頼関係を築くことはできたものの症状は好転せず、同年半ばごろには幻覚・幻聴や拒食症の症状が出るようになった。第一審判決後の2005年10月ごろ、Cは『神奈川新聞』の記者に対し「日本では（犯人が）二人殺さないと死刑にならないのか」「もう何年もたったのが信じられない。昨日のことのようだ。新たなことに取り組む気が起きない」と話していた。同年12月初めからは広島や栃木で相次いで女児殺害事件が発生、そのニュースに衝撃を受けたためか声が出せなくなるほどに症状が悪化していた。またリストカットを繰り返したり、死に場所を探して彷徨い歩いたりもするようになり、親族に自殺を示唆する旨を話して箱根山まで行ったこともあったが、その際は夜23時ごろに帰宅して「死ねなかった。あと一歩踏み出せなかった。やっぱり怖かった」と打ち明けていたという。Cは死亡する直前の2006年6月、控訴審の公判で意見陳述したが、その中で事件後の心境について「光のない砂漠に投げ出された感じ」と形容した上で、何度も自殺を考えたことや、自傷行為を繰り返したこと、対人恐怖症になり日常の買い物にも支障をきたしていることなどを訴えていた。また同年には秋田県の男児殺害事件や女児がプールの吸水口に吸い込まれて死亡する事故（死亡前日の7月31日に発生）のニュースを見聞きして激しく精神的に動揺しており、前者の事件の際には夫Bに対し「私が身代わりになればよかったのに」というメールを送っていた。一方で次女Dに対しては、死の数か月前に「私、もう死ぬとは言わない。あなたが結婚して子どもができた時、助けてくれる人がいないでしょう」とも言っていたという。

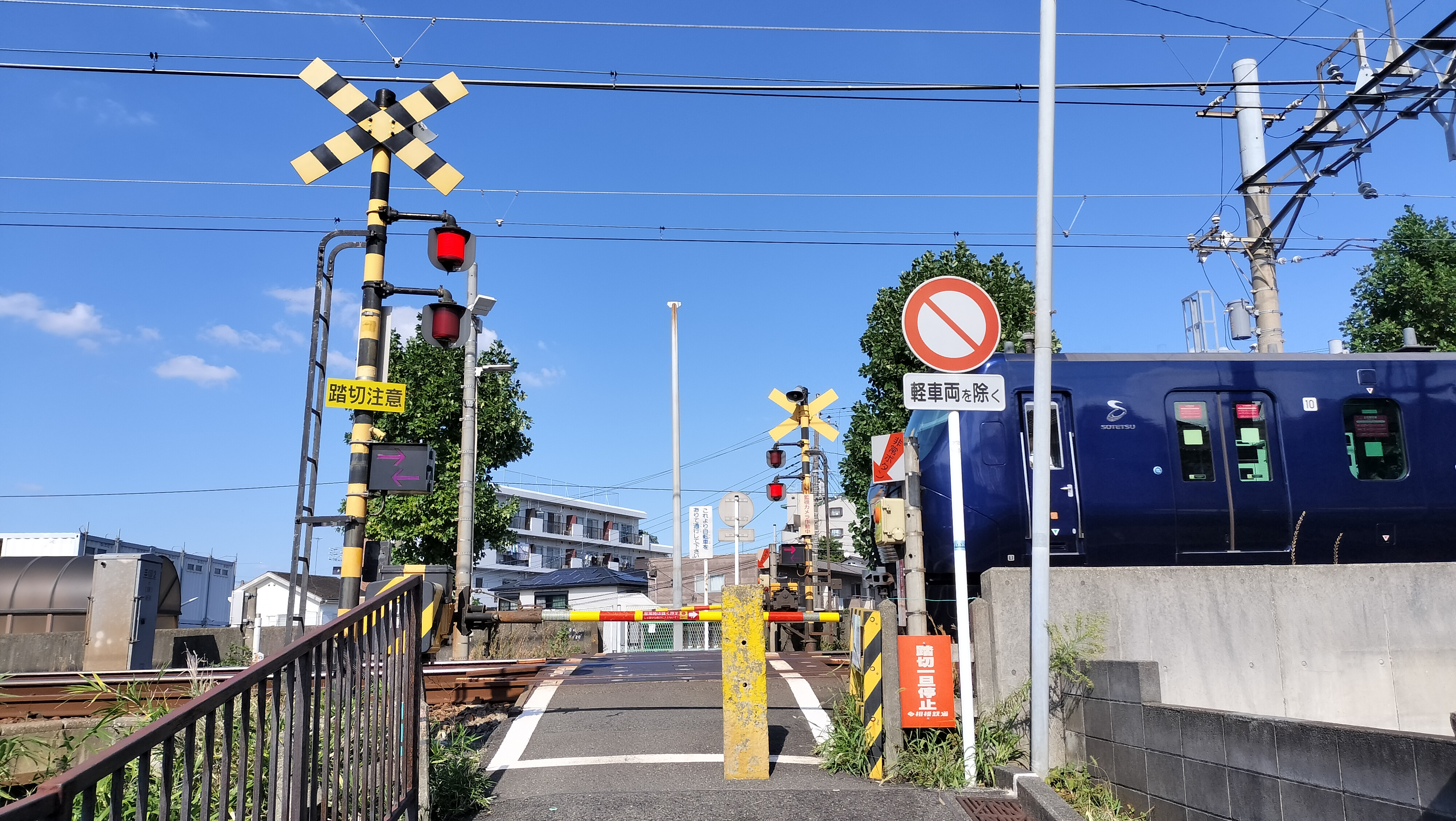
Cが電車に轢かれて死亡した相鉄本線の「三ツ境2号踏切」。

Cは2006年8月1日朝、朝食の際に次女Dと普段と変わらないような会話を交わしていたが、同日14時30分ごろ、自宅から徒歩10分程度の場所にあった相鉄本線の踏切で電車に轢かれて死亡した（53歳没）。現場は瀬谷駅 - 三ツ境駅間にある三ツ境2号踏切（座標）で、電車の運転士によれば、Cは轢かれる直前まで線路の中に立っており、接近する電車に気づいて不意にしゃがみこんでいたという。また、遮断機近くにはサンダルが揃えて置かれていた。神奈川県警はこのCの死を自殺と断定しており、また一部の新聞ではCがHからの暴言を苦に自殺したと報道されているが、BはCが死亡する前にも二度にわたって同じ踏切で保護されていたことがあった一方、この事故の前にCが水で薄めた焼酎を一気飲みして倒れるなどの出来事があったことや、普段サンダルで出歩かなかったCがこの日に限ってサンダルで出掛けていたこと、控訴審判決の直前という時期だったことから、Cの死は向精神薬・アルコールの影響による心神喪失が原因の事故死であろうと述べている。またBによれば、Cは「犯人が逮捕されても、死刑になるまでは決して伝えない」と決心しており、Aの霊前に対し、犯人が元同級生のHであることは報告していなかったという。Cは桶川ストーカー殺人事件の被害者女性の母親とも交流していたが、彼女はCの死について、要因は1つや2つのことではなく、積もり積もったものであろうと評している。

#### 父親Bの活動
Bは事件を契機に犯罪被害者遺族への支援環境に対する問題意識を抱くようになり、2003年4月に家族で全国犯罪被害者の会（あすの会）に入会した。また2007年春までは40年間郵便局で生命保険の営業の仕事をしていたが、仕事の性質上死亡・入院時の話をすることに嫌気が差したことから早期退職し、退職後にはあすの会の副代表幹事に就任したほか、内閣府の犯罪被害者等施策推進会議専門委員として第3次犯罪被害者等基本計画の策定に携わった。また川崎市の犯罪被害者等支援条例案を検討する有識者会議の委員を務めたほか、2014年には「被害者が創る条例研究会」を発足し、発起人として犯罪被害者の日常生活や被害の回復に向けた支援を行うための条例のモデル案を全国の自治体に送付し、その制定を促している。このような動きを受け、横浜市は2018年（平成30年）12月に横浜市犯罪被害者等支援条例を制定した。同年時点で神奈川県内では、茅ヶ崎市などで犯罪被害者に対する経済的支援を盛り込んだ条例が制定されているが、Bは条例を制定するだけでなく、相談体制の強化や市民の理解促進が今後の課題であると述べている。また過去の事件が条例の適用対象外となると、声を上げられない犯罪被害者を傷つける結果になると危惧し、被害者の意思に反する形で支援の時期を区切るのではなく、助けを求める被害者がいる限りは条例に基づくカウンセリングや相談・情報提供などの支援には応じてほしいという旨を表明し、2021年には前述した川崎市の有識者会議で、条例案が制定前の事件（条例制定検討のきっかけとなった2019年の登戸駅近くにおける児童殺傷事件など）が対象外となっていたことについては、市に対し方針の見直しを求めていた。同条例案については同年12月、川崎市議会で制定前の事件には遡及適用しないとする条例案が可決されたが、登戸事件の被害者家族が出した継続した支援・支援内容の充実を求める陳情も同時に趣旨採択とされている。
Bは2023年11月時点で、関東地方在住の犯罪被害者でつくる会「にじの会」の代表を務めている。Bは2016年（平成28年）10月7日に日弁連が人権擁護大会で、冤罪の虞などを理由に死刑廃止宣言を採択したことを受け、冤罪は法曹三者がなくすよう努力すべきであり、死刑制度廃止の根拠としては不十分ではないかと述べている。Bは犯罪被害者の支援のあり方を考える集いで講演活動も行っており、被害者遺族に対し使ってほしくない言葉として「頑張れ」「時間が解決してくれる」などを挙げ、犯罪被害者に対しては被害者を悼む気持ちで事件前と変わらず接することが必要であると述べている。また被害者は被害直後、自分から被害者支援センターに連絡しようという考えには至れないと指摘し、警察が被害者から承諾を得てセンターに連絡する必要もあると述べている。

### 加害者家族
BはHの両親について、公判には傍聴に来ているものの、自分たちに謝罪することなく逃げ隠れるような態度を取っていると批判していた。2004年2月の第一審初公判時点で、H本人や家族から被害者遺族に対する謝罪はなかった。
Hの父親は2017年（平成29年）時点で福島県白河市（旧：西白河郡表郷村）に在住しているが、マッド三枝の取材に対しても事件については「弁護士に任せてある」と答えるだけで、自身が子供を殺された被害者遺族の立場だったら犯人を許せるかという質問に対しては「許せない」と答えたものの、賠償する意思はあるのかという質問に対しては回答を拒否している。またBへの賠償金も全く支払っておらず、同年2月にBが自宅を訪れてきた際も接触を拒み、「本当にうちのせがれがやったかどうか、分からない」と発言するなどしている。

## 評価
田宮榮一はこの事件のように、目撃情報や物的証拠の少ない事件については、犯人像や犯行動機について初動捜査の時点で先入観に囚われず、考えられるあらゆる可能性を視野内に入れて捜査方針を立て、徹底した鑑識活動や聞き込み、また性犯罪の前歴者や不審者の洗い出しなどを行う必要があると述べている。
また犯人Hが出頭した動機として、新聞に掲載された遺族の手記（前述）を読んだことによる良心の呵責に苛まれたことを挙げていた（前述）ことについて、岡村勲（あすの会代表幹事）や長谷川博一はこのように出頭に至るケースは珍しく、逆に逃げようとする犯人の方が多いと評した一方、諸澤英道は犯罪被害者遺族の手記などは犯人逮捕の直接的な手段にならなくとも、犯罪抑止のための有力な教育手段になるだろうと評している。
犯罪被害者支援などに取り組んでいる弁護士の後藤啓二は、被害者参加制度が施行されるまでは刑事手続上、犯罪被害者は単なる「証人」としての位置づけしか与えられず、仮に被告人の不誠実な態度を目の当たりにしてもそれに抗議したり、被告人に自ら質問や反論をしたりすることも認められなかったりと、裁判所による犯罪被害者への配慮が不足していたことを指摘し、その実例としてこの事件の第一審判決後にHがAの遺族に暴言を吐いた事例や、岡村勲の夫人が殺害された事件の公判で、被告人が殺害の動機について「〔被害者の〕奥さんが飛びかかってきたからだ。頭がおかしかったのではないか」という発言、また光市母子殺害事件の公判における被告人の「ドラえもんが何とかしてくれると思っていた」という発言などを挙げている。また日弁連などが被害者参加制度への反対・懸念意見の一つとして挙げた「被告人が萎縮して本来発言できることが発言できない」という主張に対しては、罪を犯していなければ被告人は被害者の前でも堂々と発言できるのであって、被告人が被害者の前で萎縮するのはすなわち嘘をついているためであり、もし被害者の傍聴などで被告人がプレッシャーを感じることがあったとしてもそれはある程度甘受すべきであって、もし被告人だけではどうにもならなければ弁護人が被告人に適切な助言などを行うべきであると主張した上で、被害者が証人として出廷し被告人への被害感情を述べたことで被告人が萎縮したという事例は聞いたことがないが、その逆に被害者が被告人から法廷で威嚇されたり、暴言を吐かれたりした事例はHによる先の暴言を含めて多数あると述べている。藤井もこのように、閉廷後に退廷する被告人が法廷に残っている被害者遺族に暴言を吐くという出来事は度々起きていると指摘している。